# بورترية رجل وامرأة (لوحة)
بورتَرية رَجُل وامرأة، هوَ العِنوان المُستخدم أحيانًا لزَوج مِن لوَحات التِمبرا المَرسومة على لوَح مِن خَشب البَلوط. اللَوحات مَنسوبة إلى الرَسام الهُولندي المُبكر، «روبرت كامبين»، اكتملت حَوالي 1435. على الرَغم مِن أنها تعتبر عادةً مُعلقات أو قُطعًا مُصاحِبة، إلا أنَها قَد تَكون ما يُعرف «بلوحة ثنائية الدُرفات» فُصِلت مُنذُ ذلِكَ الحين. النَظرية الأخِيرة مَدعومة بِحقيقة أن الجُزء الخَلفي مِن كِلا اللَوحتين رُخامي، مِما يُشير إلى أنه لَم يكُن مِن المُفترض تَعليقُهما على الحائِط.
كانَت هُناك تَكهُنات كبيرة حول هَوية الشُخوص. لفَترة مَن الوَقت في أوائل القُرن التاسِع عَشر، كان يُعتقد، بناءً على القليل من الأدلة، أنهَ الفَنان كوينتين ماتسيس وزَوجته، فِيما بَعد، الفَنان «روجير فان دير وايدن» وزوجَتُه. لا يوجد سِجل تاريخي لهَويات الزَوجين، ولا دَليل (نقوش، شِعارات النبالة، إلخ) على اللوحات نَفسها. تم الحُصول على كِلا اللوحتين في عام 1860 مِن قِبل المَعرض الوَطني، لندن، حَيث تمَ تعليقُهما جَنبًا إلى جَنب.

## الوَصف
البورتريات مُتشابِهة جِدًا في عَدد مِنَ الجَوانِب، بِصرف النَظر عَن حَجمها وشَكلها شُبه المتطابق (كل مِنهما مَصنوع من لوحين من خَشب البَلوط المُحببين عَموديًا ومثبتان). كِلا الشُخُوص مصوَّر بِنصف الطَول، ومواجه لخَلفيات سَوداء صَلبة عَديمة المَلامح. تتميز الألواح بإضاءة زاهِية للغاية ومتساوية مِما يَجعل الأشكال تبدو نابِضة بالحَياة وثُلاثية الأبعاد. الإطار مُحكم للغاية ويتم اقتصاصه بِشكل خاص حول رؤوسهم، مِما يَسمح للأشكال بالسَيطرة على المَساحة التصويرية.
كما هو الحَال مع اللوحات نِصف الطول خِلال الفَترة من 1420 إلى 1430، فإن الرؤوس كبيرة ومَرسومة بِمهارة بما يَتناسب مَع بقية ألجَسد. تَتَكون كل لوحة من مَجموعة مَحدودة جدًا من الألوان؛ يَغلُب الأحمر والأخضر الداكِن والأسود على بُورترية الرَجل، أما المرأة فيغلُب عَليها ألوان الأبيض والبُني والأسود. يَرتَدي كِلا الشَكلين غِطاء رَأس باهِظ وكبير. يَرادي الرَجُل غِمامة مَصنوعة مِن قِماش أحمر، تَرتَدي المَرأة حِجاب مَلفوف مِنَ الكِتان. هُناك فَرق كبير في السِن بينَ الاثنين. لدى الرَجل عيون بُنية وجُفون مُتدلية، بَينما عُيون المَرأة لامِعة وزَرقاء.

## الإسناد
مُنذ إعادة اكتِشافَهُما في أوائل القِرن التاسِع عَشر، نُسبت اللوحات في بَعض الأحيان إلى «كوينتين ماتسيس»، ولاحقًا إلى «يان فان إيك» (تم نَسبُها بِشكل مُشابه لبورتريته الذاتية المُفترضة، أيضًا في المَعرض الوطني، ولكن تم توقيعها بتاريخ 1433، ذلك قبل عامين). في كتالوج عام 1860 نُسبوا إلى «روجير فان دير وايدن الأصغر». عادة ما يَتم قبولها كمُعلقات للزَوجين، في حَالة «ماتسيس» و«فان دير وايدن»، كان هُناك افتِراض بأن البورتريات كانت للفَنان وزوجتهما. إن الإسناد الأحَدث والمَقبول على نِطاق واسع إلى «روبرت كامبين»، يَعتمد بِشكل أساسي على أسُس أسلوبية. لم يَبق أي من أعماله المَوثقة، ولا يوجد أي تَلميح إلى هَويته، في شَكل نُقوش أو مَعاطف أو أذرع، على الألواح.
يَعتقد مؤرخ الفَن لورن كامبل أن بورترية الرجل تَشبه المَسيح في لوحة «فليمال قديسة فيرونيكا»، بينما تَشبه المرأة العَذراء. كتب كامبل أنه مَع الرَجل، «هُناك حَساسية مُماثلة لهَيكل الرأس وللتَغير في نَسيج الجلد، خاصة في مَناطق الفم؛ طريقة مُماثلة لرَسم العَينين ومَحجر العينين؛ وفي المَرأة، طَريقة مُماثلة لانعِكاس ألضواء على العيون».

## المَراجع
1. 1 2  Campbell (1998), p. 72
2. ↑  "A Man and a Woman". المعرض الوطني (لندن), London. Retrieved 15 March 2019 نسخة محفوظة 2019-04-21 على موقع واي باك مشين.
3. 1 2  Campbell (1998), p. 78
4. 1 2  Jones (2011), p. 48
5. ↑  "A Woman". National Gallery, London. Retrieved 15 March 2019 نسخة محفوظة 2022-01-23 على موقع واي باك مشين.
6. 1 2  Campbell (1998), p. 77
7. ↑  Hand (1987), p. 34
8. ↑  Campbell (1974), p. 642

### المَصادر
- Bauman, Guy. "Early Flemish Portraits, 1425–1525". Metropolitan Museum of Art Bulletin, vol 43, no. 4, Spring, 1986
- Campbell, Lorne. The Fifteenth Century Netherlandish Paintings. London: National Gallery, 1998. ISBN 978-1-8570-9171-7
- Campbell, Lorne. "Robert Campin, the Master of Flémalle and the Master of Mérode". Burlington Magazine, volume 116, no. 860, November 1974
- Hand, John Oliver. Early Netherlandish Painting. Washington DC: National Gallery of Art, 1987. ISBN 978-0-8946-8093-9
- Jones, Susan Frances. From Van Eyck to Gossaert. London: National Gallery, 2011. ISBN 978-1-8570-9504-3
- Reuterswärd, Patrik. "New light on Robert Campin". Konsthistorisk tidskrift (Journal of Art History), 1998